# Grimcutty
Grimcutty ist ein US-amerikanischer Horrorfilm aus dem Jahr 2022 von John Ross. Der Film erschien am 10. Oktober 2022 exklusiv auf dem Streaming-Dienst Disney+ beziehungsweise in den Vereinigten Staaten auch auf Hulu.

## Handlung
In einer idyllischen Kleinstadt bricht langsam Panik aus. Ein Internet-Meme beziehungsweise eine Creepypasta verbreitet sich. Ein Kind wird von der Kreatur verfolgt. Er schnappt sich ein Messer und attackiert statt des Memes seine Mutter.
Die Familie Chaudhry verbringt alle paar Wochen zusammen ein handyfreies Wochenende. Asha Chaudhry, die Tochter der Familie, erstellt ASMR-Videos zu Grimcutty. Als sie eines Abends den Grimcutty vor sich im Haus sieht, rufen die Eltern die Polizei, die jedoch niemanden findet. Sie verweisen darauf, dass sich unter den Jugendlichen eine Grimcutty-Challenge verbreitet habe. Ihre Eltern reagieren streng: sie richten eine Detox-Box ein, in der alle Handys und Computer eingeschlossen werden. 
Asha bricht nachts die Kiste auf und entwendet ihr Handy. Sie telefoniert mit einer Freundin über das Erlebte und tatsächlich: in der ganzen Stadt wurden Detox-Boxen eingeführt und fast alle Jugendlichen sind betroffen. Die beiden verabreden sich am nächsten Tag für die Schule. Doch Grimcutty taucht wieder auf. Während Asha versucht ihren Eltern zu entkommen, verfolgt die Kreatur sie. Sie entwendet ein Messer und schließt sich im Badezimmer ein. Doch Grimcutty gelingt es die Tür zu öffnen, entreißt ihr das Messer und verletzt sie. Die Eltern sind überzeugt, dass Asha sich selbst verletzt habe und bringen sie in ein Krankenhaus, wo sie behandelt wird.
Gegen den Willen ihres Vaters geht Asha dennoch am nächsten Tag zur Schule. Dort findet eine Informationsveranstaltung statt und ein Social-Media-Trainer tritt auf. Asha und ihre Freundin machen blau, um mehr über Grimcutty herauszufinden. Sie besuchen einen Freund, dessen Eltern im Urlaub sind und der eine Grimcutty-Party feiert. Dort landen die beiden aus Versehen auf einem Selfie, das später viral geht. Sie benutzen das W-Lan des Partygebers und seinen Laptop und recherchieren die Detox-Box. Dabei stoßen sie auf einen Blog. Als sie die Herkunft recherchieren wollen, kommen jedoch Ashas Eltern und die Party wird aufgelöst.
Asha bittet ihren Bruder Kamran mit dessen geheimen Laptop zu recherchieren. So finden sie die Adresse der Bloginhaberin. Es handelt sich um die Mutter des ersten Falls. Asha besucht diese und konfrontiert sie mit dem Grimcutty-Meme. Doch diese zeigt sich abweisend und unwissend. Asha bricht jedoch in das Haus ein und findet hinter zwei verschlossenen Türen den Sohn der Familie in einer Art Gummizelle. In der Zwischenzeit kommt jedoch ihre Mutter zum Haus. Zunächst will sie ihre Tochter nach Hause bringen, doch diese überzeugt sie, das etwas nicht mit der Mutter stimmt. In der Zwischenzeit kann sich der Junge befreien und Grimcutty erscheint. Der Junge attackiert seine Mutter, die anschließend die Treppe hinunterstürzt und bewusstlos wird. Daraufhin verschwindet Grimcutty.
Asha und ihre Mutter fahren mit dem Kind und der bewusstlosen Mutter ins Krankenhaus. Asha und ihre Mutter haben nun verstanden, dass Grimcutty von der Angst und der Wut der Eltern gespeist wird. Dies versuchen sie auch Vater Amir zu vermitteln, der jedoch weiter denkt, seine Tochter wäre verrückt geworden. Leah versucht ihm eine Beruhigungsspritze zu geben, doch er lehnt diese ab und entreißt sie ihr. Als Ashra aus dem Krankenhaus flieht, versucht Amir sie einzufangen. Als er sie findet, bewegt sich auch Grimcutty auf sie zu und versucht sie zu erwürgen. Da erkennt Amir seinen Irrtum und setzt sich die Beruhigungsspritze. Grimcutty verschwindet, die Gefahr ist gebannt.

## Hintergrund
Grimcutty erschien am 10. Oktober 2022 in Deutschland exklusiv über Disney+, in den Vereinigten Staaten über Hulu. Die Figur des Grimcutty erinnert ein wenig an Slender Man und den dazugehörigen Film. Inspirieren ließ sich Regisseur und Drehbuchautor John Ross durch die Momo Challenge sowie durch den Film Die Körperfresser kommen.

## Synchronisation
Die deutsche Synchronisation entstand nach ein Synchronbüchern von Sabine Völger unter der Dialogregie von Bernhard Völger im Auftrag von SDI Media Germany.
| Rolle            | Darsteller                | Sprecher          |
| ---------------- | ------------------------- | ----------------- |
| Amir Chaudhry    | Usman Ally                | Bernhard Völger   |
| Asha Chaudhry    | Sara Wolfkind             | Jodie Blank       |
| Brandon Jaynes   | Kayden Alexander Koshelev | Melina Witez      |
| Cassidy Johnston | Tate Moore                | Rieke Werner      |
| Dave Bagliardi   | Ryan P. Shrime            | Lucas Wecker      |
| David Litman     | Jeff Meacham              | Thomas Schmuckert |
| Direktorin       | Shelli Boone              | Isabelle Schmidt  |
| Emily Litman     | Malaya Valenzuela         | Julia Bautz       |
| George Johnston  | Scott Roberts             | Lucas Wecker      |
| Kamran Chaudhry  | Callan Farris             | Ben Hadad         |
| Leah Chaudhry    | Shannyn Sossamon          | Giuliana Jakobeit |
| Melinda Jaynes   | Alona Tal                 | Josephine Schmidt |

## Rezensionen
Der Film wurde überwiegend schlecht bewertet. Bei Rotten Tomatoes erreichte der Film bei 7 Reviews gerade mal 14 % auf dem Tomatometer und bei der Zuschauerzustimmung lediglich 25 %.
Dominique Rose schrieb bei Kino&Co: „Schlimmer kann ein Creature Feature nicht werden: Mit Grimcutty zeigt Disney+, wie man eine starke Idee gekonnt in den Sand setzt. (…)  Es ist weder gruselig noch witzig – einfach nur sterbenslangweilig.“ Auf Moviebreak.de schrieb Marco Focke: „Grimcutty hätte die Möglichkeit gehabt, mit einem Sample  aus der viralen Trendlandschaft einen launigen Horrortrip zwischen Jung und Alt gestalten  zu können. Stattdessen fühlt sich dieser Film in allen Bereichen unausgegoren  an. Nahezu jeder Charakter nervt, die Protagonistin erhält ein unnötiges  ASMR-Handicap, das titelgebende Monster sieht scheußlich aus und besitzt vor allen  Dingen keine furchteinflößende Physis. Zwischen den Bildern schimmern hin und  wieder interessante Beobachtungen zum Verhalten der beiden Generationen im Internet durch, die allerdings im zusammengeflickten Spannungsbogen untergehen.“